# Gef

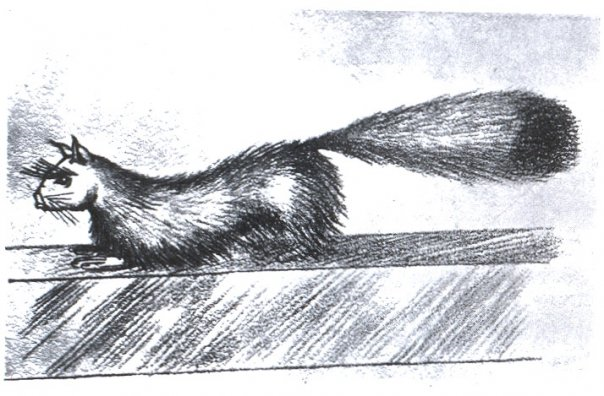
Bosquejo de Gef, la mangosta parlante, realizado por George Scott en 1936.

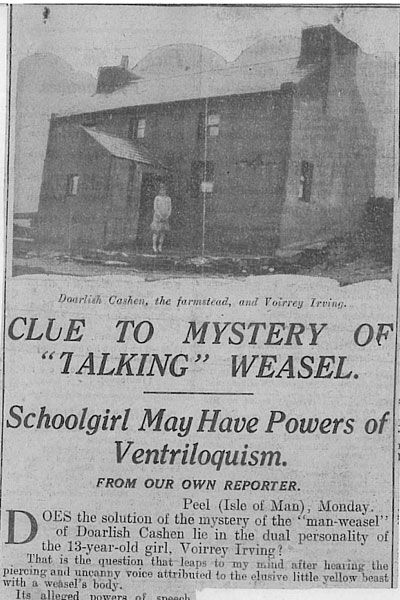
Un artículo de 1930 que sugería que el fenómeno de Gef era causado por Voirrey Irving, a través de artimañas y ventriloquia.

Gef, también conocida como la mangosta parlante o el espanto de Dalby, fue el nombre que recibió una supuesta mangosta parlante que se dijo habitaba una granja que era propiedad de la familia Irving, en Inglaterra. La granja de los Irving estaba localizada en Cashen's Gap, cerca de la aldea de Dalby, en la Isla de Man. La historia recibió gran cobertura de la prensa en Inglaterra a comienzos de 1930. Los dichos de los Irving generaron la atención de parapsicólogos y cazadores de fantasmas como Harry Price, Hereward Carrington y Nandor Fodor. Algunos investigadores de la época, como también críticos contemporáneos, concluyeron que Voirrey Irving usó ventriloquía y colusión familiar para perpetrar el engaño.

## Historia

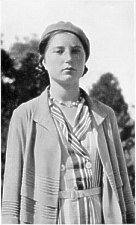
Voirrey Irving

En septiembre de 1931, la familia Irving, que consistía de James, Margaret y su hija de 13 años llamada Voirrey, alegaron escuchar rasguños permanentes, susurros y sonidos vocales detrás de los paneles de madera de su granja, y que varios de esos sonidos se asemejaban a los de un hurón, un perro o un bebé. De acuerdo con los Irvings, una criatura llamada Gef se presentó a sí misma y les dijo que era una mangosta nacida en Nueva Delhi, India, en 1852. Según Voirrey, Gef tenía el tamaño de una rata pequeña con pelaje semi amarillento y una larga cola peluda.
Los Irving dijeron que Gef les había comunicado que era "una mangosta extra extra inteligente", un "espíritu terrenal" y un "fantasma con la forma de una mangosta" y que una vez dijo "soy un fenómeno. Tengo manos y tengo pies, y si me pudieran ver, se desmayarían, se petrificarían, se momificarían, se convertirían en piedra o en estatuas de sal". Los Irving hicieron varias declaraciones con respecto a Gef. Supuestamente él protegía su casa y los informaba cuando se aproximaban visitas o algún perro desconocido. Dijeron que si alguien se olvidaba de apagar el fuego por la noche, Gef bajaría y lo apagaría él mismo. Los Irving dijeron que Gef despertaría a la familia si alguien se quedaba dormido hasta muy tarde y que cuando algún ratón ingresaba a la casa, Gef haría el papel de un gato, aunque prefería asustarlos antes que matarlos. Los Irvings dijeron que alimentaban a Gef con bizcochos, chocolates y bananas, y que le dejaban alimento en una bandeja suspendida desde el techo y que él tomaba cuando creía que nadie lo miraba. Los Irving dijeron que la mangosta los acompañaba regularmente al supermercado pero que siempre se quedaba detrás de algún árbol, hablando incesantemente.
La historia de Gef se hizo popular en los tabloides de prensa y muchos periodistas volaron a la isla para intentar echarle un vistazo a la criatura. Algunas personas, tanto locales como visitantes, dijeron haber escuchado la voz de Gef y dos personas dijeron haberlo visto, sin embargo, no había evidencia física de ello. Huellas, manchas en la pared y muestras de pelo que se decían eran evidencia de la existencia de Gef fueron luego identificados como pertenecientes al pastor alemán de la familia, como así también varias fotos en la que los Irving indicaban eran de Gef.
Margaret y Voirrey Irving dejaron el hogar en 1945 luego de la muerte de James Irving. Tuvieron que vender la granja a un menor precio dado que tenía la reputación de estar embrujada. En 1946, Leslie Graham, el actor que había comprado su granja, dijo en la prensa que había disparado y matado a Gef. El cuerpo mostrado por Graham era, sin embargo, blanco y negro, y mucho más grande que la famosa mangosta, por lo que Voirrey estaba segura de que no era Gef. Ella murió en 2005. En una entrevista publicada en su adultez, mantenía sus declaraciones de que Gef no era una creación suya.

## Investigadores psíquicos

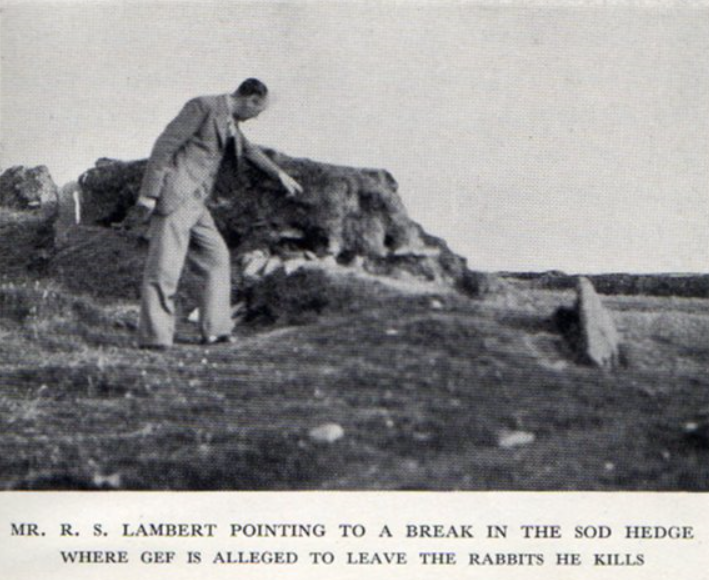
Richard S. Lambert investigando el sitio.

En julio de 1935, el editor de la revista "The Listener", Richard S. Lambert (conocido como "Rex") y su amigo, el investigador paranormal Harry Price, fueron a la Isla de Man a investigar el caso y escribieron el libro "The Haunting of Cashen's Gap" (en español, El Espanto de Cashen's Gap) en 1936. Evitaron decir que creían en la historia, pero fueron cuidadosos al reportarla de manera objetiva. El libro describe como un cabello que supuestamente pertenecía a la mangosta fue enviado a Julian Huxley, quien a su vez lo envió al naturalista F. Martin Duncan, quien identificó el cabello como un pelo de perro. Price sospechaba que el cabello pertenecía al perro pastor de la familia, Mona.
Price solicitó a Reginald Pocock, del Museo de Historia Nacional, evaluar huellas supuestamente hechas por Gef en plastilina, junto con una impresión de supuestas marcas dentales. Pocock no pudo identificar las marcas a las de ningún animal conocido, aunque creía que una de ellas "podría haber sido hecha por un perro". Si afirmó que ninguna de las marcas habían sido hechas por una mangosta. El diario de James Irving, junto con otros reportes del caso, se encuentran en los archivos de Harry Price, en la biblioteca del senado, en la Universidad de Londres.
Price visitó a los Irving y observó paredes de paneles de madera dobles cubriendo las habitaciones interiores de la vieja granja hecha de piedra, lo que producía un espacio interno entre las paredes de piedra y las de madera, y, según sus propias palabras, "esto hace que toda la casa funcione como un gran tubo sonoro, con paredes que actúan como cajas de resonancia. Al hablar sobre una de las aperturas de los paneles, es posible hacer llegar el sonido a varios sectores de la casa." De acuerdo a Richard Wiseman, "Price y Lambert eran menos entusiastas con respecto al caso, concluyendo que solo los individuos más crédulos podrían impresionarse con la evidencia de la existencia de Gef."
Nandor Fodor, investigador oficial del Instituto Internacional de Investigación Psíquica, se quedó en la casa de los Irving durante una semana sin haber escuchado o visto a Gef. Fodor no creía que se trataba de un engaño deliberado había ocurrido e ideó una compleja teoría psicológica para explicar a Gef, basado en que era una "parte disociada" de la personalidad de Jim Irving.

## Recepción crítica
Aunque algunos investigadores psíquicos creían que Gef era un poltergeist o un fantasma, algunos escépticos, incluyendo residentes de la Isla de Man, creían que la familia Irving se había confabulado para perpetrar un engaño que originalmente fue creado por la niña de la familia, Voirrey. Un periodista del diario "Isle of Man Examiner" escribió que cuando sorprendió a la niña haciendo sonidos extraños, su padre trató de convencerlo de que los sonidos provenían de otro sitio. De acuerdo a Joe Nickell, los investigadores sospechaban que Voirrey usaba ventriloquia y otros trucos "cuyos efectos eran agrandados por miembros de la familia, periodistas en busca de una historia y crédulos."
El erudito contemporáneo Jeffrey Sconce escribe que la explicación más plausible es que "esta mangosta extra extra inteligente era un acompañante imaginario creado por la hija extra extra inteligente de los Irving."

## El caso de calumnias de Lambert
En 1937, Lambert inició acciones por calumnias en contra de Sir Cecil Levita, luego de que éste sugiriera a un amigo que Lambert no era apto de estar al frente de la junta del Instituto de Cine Británico. Levita dijo que Lambert estaba "chiflado" ya que había creído en la mangosta parlante y en el mal de ojo. Lambert fue presionado a abandonar su labor por Sir Stephen Tallents, pero siguió adelante con ello y ganó, recibiendo una compensación de 7600£ en daños y una figura excepcional para un caso de difamación, ya que el consejo directivo de Lambert logró introducir un memorándum de la BBC que mostraba que la carrera de éste había sido amenazada si persistía con el caso. Más tarde, el caso fue conocido como "el caso de la mangosta".

## Galería

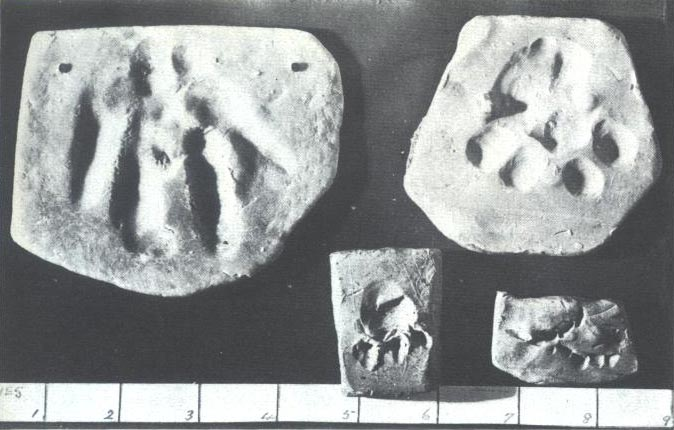
Supuestas huellas y marcas dentales de Gef.
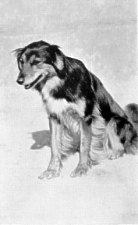
Mona, el perro pastor de los Irving.
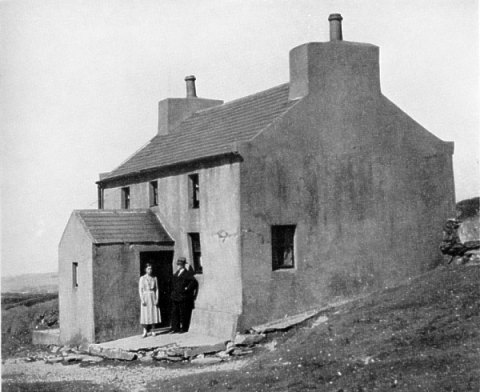
James Irving y su hija Voirrey en su granja.

## Media
- La canción de 2009 de Lemon Demon's "Eight Wonder" habla sobre Gef y su letra contiene varias supuestas citas de Gef. La canción fue luego relanzada en el álbum de 2016 "Spirit Phone".
- Gef! The Strange Tale of an Extra-Special Talking Mongoose (en español ¡Gef! El Extraño Cuento de una Mangosta Parlante Extra Especial) (ISBN 9781907222481), de Christopher Josiffe, tratando el caso como de no ficción, fue publicado por Strange Attractor Press en 2017.
- El artista español Manu Fields incluyó en su álbum "Personal Belongings" de 2013 una canción llamada "Words of the Mongoose", de corte pop-rock, cuya letra habla de Gef.